# Menas d'Éthiopie
Menas, est négus d’Éthiopie de la dynastie salomonide sous le nom de Admas Sagad Ierde 1559 à 1563.

## Biographie
Lorsqu’il monte sur le trône à la mort de son frère Claudius, Menas vient d’être seulement racheté aux musulmans qui l’avaient capturé lors d’une bataille et gardé captif à Harar pendant de longues années. Il combat avec succès les Turcs mais ne peut résister aux Oromos, au sud (Somalie, nord du Kenya), qui envahissent un tiers de l’Éthiopie. Sous la direction du luba Harmufa (1562-1570), plusieurs groupes oromos atteignent l’est du plateau éthiopien et poussent jusqu’à l’Angot, l’Amhara et le Bégameder. D’autres s’établissent au Wellega.
Dès son avènement, il combat les Beta Israel au Siemien. Il bannit l'évêque et patriarche latin d'Éthiopie, le jésuite Andrés de Oviedo, et ses compagnons dans un village entre Axoum et Adowa appelé Maigoga, que les jésuites rebaptisent Fremona, en l'honneur de saint Frumence, premier évêque d'Axoum.
En 1560, le vice-roi du Tigré, Yeshaq, se révolte et s’allie aux Turcs de Massaoua. Il proclame empereur Tazkaro, un fils illégitime de Yaqob, le fils ainé de Dawit II.
À sa mort le 1er février 1563, son fils aîné Sarsa Dengel lui succède.

## Sources
- Hubert Jules Deschamps, (sous la direction). Histoire générale de l'Afrique noire de Madagascar et de ses archipels Tome I : Des origines à 1800. p. 410, P.U.F Paris, (1970);